# 広島県道40号安佐豊平芸北線
広島県道40号安佐豊平芸北線（ひろしまけんどう40ごう あさとよひらげいほくせん）は、広島県広島市安佐北区から山県郡北広島町を結ぶ県道（主要地方道）である。

## 概要

### 路線データ
- 起点：広島県広島市安佐北区安佐町鈴張・豊平分かれ交差点（国道261号交点）
- 終点：広島県山県郡北広島町細見・細見交差点（国道186号交点）
- 総延長：29.511 km（うち広島市内区間2.544 km）なお、国道433号重複区間（およそ4.55 km）は含まず[1]。

## 歴史
- 1993年（平成5年）5月11日 - 建設省から、県道安佐豊平芸北線が安佐豊平芸北線として主要地方道に指定される[2]。

## 路線状況

### 重複区間
- 国道433号・国道434号（山県郡北広島町戸谷（とだに） - 山県郡北広島町志路原（しじはら））
- 広島県道314号七曲千代田線（山県郡北広島町阿坂 地内）

### 道の駅
- 道の駅豊平どんぐり村（北広島町）

## 地理

### 通過する自治体
- 広島市（安佐北区）
- 山県郡北広島町

### 交差する道路
| 交差する道路                                                                            | 市町村名 | 市町村名 | 交差する場所       | 交差する場所            |
| --------------------------------------------------------------------------------------- | -------- | -------- | ------------------ | ----------------------- |
| 国道261号                                                                               | 広島市   | 安佐北区 | 安佐町鈴張         | 豊平分かれ交差点 / 起点 |
| 広島県道38号広島豊平線 広島県道313号烏帽子中原線 広島県道314号七曲千代田線 重複区間起点 | 山県郡   | 北広島町 | 阿坂（あざか）     |                         |
| 広島県道314号七曲千代田線 重複区間終点                                                  | 山県郡   | 北広島町 | 阿坂               |                         |
| 広島県道316号都志見千代田線                                                             | 山県郡   | 北広島町 | 都志見（つしみ）   |                         |
| 広島県道309号小河内都志見線                                                             | 山県郡   | 北広島町 | 都志見             |                         |
| 国道433号 重複区間起点 国道434号 重複区間起点                                           | 山県郡   | 北広島町 | 戸谷（とだに）     |                         |
| 広島県道313号烏帽子中原線                                                               | 山県郡   | 北広島町 | 中原（なかばら）   |                         |
| 国道433号 重複区間終点 国道434号 重複区間終点                                           | 山県郡   | 北広島町 | 志路原（しじはら） |                         |
| 広島県道308号溝口加計線                                                                 | 山県郡   | 北広島町 | 溝口               |                         |
| 広島県道79号芸北大朝線                                                                  | 山県郡   | 北広島町 | 移原（うつのはら） |                         |
| 広島県道306号小原猪山線                                                                 | 山県郡   | 北広島町 | 小原（こばら）     |                         |
| 国道186号                                                                               | 山県郡   | 北広島町 | 細見               | 細見交差点 / 終点       |